# 科尔纳莱
科尔纳莱（義大利語：Cornale），曾是意大利帕维亚省的一个市镇。总面积1.69平方公里，人口742人，人口密度439.1人/平方公里（2009年）。国家统计（ISTAT）代码为018055。
2014年2月4日科尔纳莱和巴斯蒂达德多西两市镇合并为新的科尔纳莱和巴斯蒂达市镇。